# Caribes de San Sebastián 2013-2014 (pallavolo maschile)
Questa voce raccoglie le informazioni riguardanti i Caribes de San Sebastián nelle competizioni ufficiali della stagione 2013-2014.

## Stagione
La stagione 2013-14 vede il ritorno dei Caribes de San Sebastián nella LVSM, a tre anni di distanza dalla loro ultima partecipazione. La franchigia viene riattivata attraverso l'acquisto del titolo dei Patriotas de Lares, dai quali eredita gran parte dell'ossatura della squadra, con José Luis Díaz nelle vesti di allenatore.
La stagione si apre il 16 ottobre 2013 col successo interno per 3-0 sui Maratonistas de Coamo, dopo il quale arrivano altri due successi e due sconfitte nel resto del mese. Nelle dieci gare disputate a novembre, invece, i Caribes rallentano notevolmente, centrando tre soli successi su Capitanes de Arecibo, Nuevos Gigantes de Carolina e nuovamente Maratonistas de Coamo. Nelle ultime nove gare di regular season invece arrivano cinque vittorie, che qualificano i Caribes allo spareggio Wild card contro i Patriotas de Lares per accedere ai play-off: tuttavia arriva una sconfitta casalinga in quattro set, che chiude così la stagione della squadra con un settimo posto finale.

## Organigramma societario
Area direttiva
- Presidente: Miguel O. González
- Direttore generale: Héctor Rodríguez

Area tecnica
- Allenatore: José Luis Díaz
- Assistente allenatore: Charlie Ramírez
- Fisioterapista: Luis Colón

## Rosa
| N° | Nome              | Ruolo | Data di nascita   | Nazionalità sportiva |
| -- | ----------------- | ----- | ----------------- | -------------------- |
| 1  | Harry Rosario     | L     | 9 novembre 1976   | Porto Rico           |
| 3  | Juan Figueroa     | S     | 6 marzo 1986      | Porto Rico           |
| 4  | Dennis Ríos       | L     |                   | Porto Rico           |
| 5  | Christopher López | S     |                   | Porto Rico           |
| 6  | Ricardo Archilla  | S     | 5 novembre 1991   | Porto Rico           |
| 7  | Howard García     | P     | 8 febbraio 1994   | Porto Rico           |
| 9  | Maikel Bastida    | P     | 1º marzo 1983     | Porto Rico           |
| 10 | Roberto Ortíz     | L     |                   | Porto Rico           |
| 11 | Jessie Colón      | C     | 20 settembre 1984 | Porto Rico           |
| 12 | David Menéndez    | C     | 22 febbraio 1988  | Porto Rico           |
| 13 | Alexis Matías     | S     | 21 luglio 1974    | Porto Rico           |
| 14 | Pedro Rosario     | S/O   | 18 maggio 1994    | Porto Rico           |
| 15 | Steven Morales    | S/O   | 7 aprile 1992     | Porto Rico           |
| 18 | Edwin Aquino      | C     | 9 novembre 1984   | Porto Rico           |

## Mercato
| Acquisti | Acquisti          | Acquisti             | Acquisti   |
| R.       | Nome              | da                   | Modalità   |
| -------- | ----------------- | -------------------- | ---------- |
| L        | Harry Rosario     | Cariduros de Fajardo | prestito   |
| S        | Juan Figueroa     | Patriotas de Lares   | definitivo |
| L        | Dennis Ríos       | Patriotas de Lares   | definitivo |
| S        | Christopher López | ?                    | definitivo |
| S        | Ricardo Archilla  | ?                    | definitivo |
| P        | Howard García     | Patriotas de Lares   | definitivo |
| P        | Maikel Bastida    | ?                    | definitivo |
| L        | Roberto Ortíz     | Cariduros de Fajardo | definitivo |
| C        | Jessie Colón      | Patriotas de Lares   | definitivo |
| C        | David Menéndez    | Patriotas de Lares   | definitivo |
| S        | Alexis Matías     | Patriotas de Lares   | definitivo |
| S/O      | Pedro Rosario     | ?                    | definitivo |
| S/O      | Steven Morales    | Mets de Guaynabo     | definitivo |
| C        | Edwin Aquino      | Cariduros de Fajardo | prestito   |

## Risultati

### LVSM

#### Regular season
| 16 ottobre 2013 Coliseo Luis Aymat Cardona, San Sebastián   | Caribes de San Sebastián | 3 - 0 | Maratonistas de Coamo    | 29-27, 25-20, 25-19               |
| 18 ottobre 2013 Coliseo Carmen Zoraida Figueroa, Corozal    | Plataneros de Corozal    | 3 - 2 | Caribes de San Sebastián | 25-21, 25-16, 25-27, 20-25, 15-11 |
| 20 ottobre 2013 Coliseo Luis Aymat Cardona, San Sebastián   | Caribes de San Sebastián | 3 - 1 | Indios de Mayagüez       | 25-22, 25-23, 30-32, 25-19        |
| 24 ottobre 2013 Coliseo Luis Aymat Cardona, San Sebastián   | Caribes de San Sebastián | 0 - 3 | Gigantes de Carolina     | 17-25, 19-25, 19-25               |
| 26 ottobre 2013 Coliseo Gelito Ortega, Naranjito            | Changos de Naranjito     | 0 - 3 | Caribes de San Sebastián | 20-25, 21-25, 23-25               |
| 1 novembre 2013 Coliseo Luis Aymat Cardona, San Sebastián   | Caribes de San Sebastián | 3 - 2 | Capitanes de Arecibo     | 23-25, 23-25, 29-27, 25-20, 15-12 |
| 6 novembre 2013 Coliseo Félix Méndez Acevedo, Lares         | Patriotas de Lares       | 3 - 1 | Caribes de San Sebastián | 16-25, 25-17, 25-23, 25-20        |
| 8 novembre 2013 Coliseo Luis Aymat Cardona, San Sebastián   | Caribes de San Sebastián | 1 - 3 | Mets de Guaynabo         | 25-20, 19-25, 15-25, 23-25        |
| 10 novembre 2013 Coliseo Luis Aymat Cardona, San Sebastián  | Caribes de San Sebastián | 2 - 3 | Patriotas de Lares       | 25-22, 29-27, 21-25, 21-25, 1-15  |
| 13 novembre 2013 Palacio de Recreación y Deportes, Mayagüez | Indios de Mayagüez       | 3 - 1 | Caribes de San Sebastián | 17-25, 25-22, 25-14, 25-22        |
| 15 novembre 2013 Coliseo Mario Morales, Guaynabo            | Mets de Guaynabo         | 3 - 0 | Caribes de San Sebastián | 25-18, 28-26, 25-22               |
| 17 novembre 2013 Coliseo Luis Aymat Cardona, San Sebastián  | Caribes de San Sebastián | 3 - 1 | Gigantes de Carolina     | 25-23, 23-25, 25-21, 25-20        |
| 21 novembre 2013 Coliseo Manuel "Petaca" Iguina, Arecibo    | Capitanes de Arecibo     | 3 - 0 | Caribes de San Sebastián | 25-9, 25-15, 25-15                |
| 23 novembre 2013 Coliseo Luis Aymat Cardona, San Sebastián  | Caribes de San Sebastián | 3 - 0 | Maratonistas de Coamo    | 25-22, 25-19, 25-23               |
| 29 novembre 2013 Coliseo Carmen Zoraida Figueroa, Corozal   | Plataneros de Corozal    | 3 - 0 | Caribes de San Sebastián | 25-18, 25-18, 25-21               |
| 1 dicembre 2013 Coliseo Gelito Ortega, Naranjito            | Changos de Naranjito     | 0 - 3 | Caribes de San Sebastián | 21-25, 24-26, 18-25               |
| 6 dicembre 2013 Coliseo Luis Aymat Cardona, San Sebastián   | Caribes de San Sebastián | 3 - 1 | Changos de Naranjito     | 25-17, 25-20, 22-25, 25-19        |
| 8 dicembre 2013 Coliseo Guillermo Angulo, Carolina          | Gigantes de Carolina     | 3 - 2 | Caribes de San Sebastián | 18-25, 27-25, 25-20, 22-25, 16-14 |
| 10 dicembre 2013 Coliseo Edwin "Puruco" Nolasco, Coamo      | Maratonistas de Coamo    | 2 - 3 | Caribes de San Sebastián | 26-24, 25-22, 16-25, 20-25, 8-15  |
| 13 dicembre 2013 Coliseo Luis Aymat Cardona, San Sebastián  | Caribes de San Sebastián | 0 - 3 | Indios de Mayagüez       | 19-25, 26-28, 25-27               |
| 15 dicembre 2013 Coliseo Luis Aymat Cardona, San Sebastián  | Caribes de San Sebastián | 1 - 3 | Capitanes de Arecibo     | 25-27, 25-17, 20-25, 26-28        |
| 19 dicembre 2013 Coliseo Mario Morales, Guaynabo            | Mets de Guaynabo         | 0 - 3 | Caribes de San Sebastián | 23-25, 20-25, 21-25               |
| 21 dicembre 2013 Coliseo Félix Méndez Acevedo, Lares        | Patriotas de Lares       | 0 - 3 | Caribes de San Sebastián | 20-25, 20-25, 23-25               |
| 27 dicembre 2013 Coliseo Luis Aymat Cardona, San Sebastián  | Caribes de San Sebastián | 1 - 3 | Plataneros de Corozal    | 23-25, 23-25, 26-24, 16-25        |

#### Play-off
| Spareggio Wild Card - 30 dicembre 2013 Coliseo Luis Aymat Cardona, San Sebastián | Caribes de San Sebastián | 1 - 3 | Patriotas de Lares | 26-24, 23-25, 22-25, 22-25 |

## Statistiche

### Statistiche di squadra
| Competizione | Punti | In casa | In casa | In casa | In trasferta | In trasferta | In trasferta | Totale | Totale | Totale |
| Competizione | Punti | G       | V       | P       | G            | V            | P            | G      | V      | P      |
| ------------ | ----- | ------- | ------- | ------- | ------------ | ------------ | ------------ | ------ | ------ | ------ |
| LVSM         | 24    | 13      | 6       | 7       | 12           | 5            | 7            | 25     | 11     | 14     |
| Totale       | -     | 13      | 6       | 7       | 12           | 5            | 7            | 25     | 11     | 14     |

G = partite giocate; V = partite vinte; P = partite perse